# روبرت د. والتر
روبرت د. والتر (بالإنجليزية: Robert D. Walter)‏ هو رائد أعمال أمريكي، ولد في 1946 في دبلن في الولايات المتحدة.

## وصلات خارجية
- روبرت د. والتر على موقع إن إن دي بي (الإنجليزية)